# آپارات
آپارات نام یک سرویس اشتراک‌گذاری ویدئو در کشور ایران است. این وبگاه توسط شرکت صباایده راه‌اندازی شده است.
آپارات پس از فیلترینگ کامل یوتیوب، به‌عنوان جایگزین داخلی آن، اعلام شد و افزون بر وب‌سایت خود، اپلیکیشن‌های کاربردی خود را گسترش داد و پخش برای تلویزیون‌های هوشمند را نیز بهینه کرد. دسته‌های ویدئویی در آپارات شامل موزیک‌ویدئوهای سازگار با قوانین ایران، کلیپ‌ها، اخبار، فیلم‌های کوتاه و بلند، آهنگ‌ها، مستندها، پیش‌پرده‌های فیلم، تیزرها و پخش‌های تلویزیونی، لایو، ولاگ، گیم‌پلی بازی‌های ویدئویی و موردهایی دیگر است که بیشتر، مشکل کپی‌رایت دارند.
امنیت کاربران، کپی‌رایت فرامرزی و سانسور، از مشکلات اصلی آپارات دانسته شده‌اند. گزارشی در آذر ۱۳۹۶، از سودبری آپارات از فیلترینگ یوتیوب و ارتباط احتمالی آپارات با حذف رقبای داخلی و خارجی‌اش، پرده برداشت. این گزارش، باور داشت آپارات با فیلترینگ اینترنت در ایران، مرتبط است. با این وجود، وبگاه‌های وابسته به جمهوری اسلامی نیز به آپارات به دلیل «ابتذال»، گسترش «بی‌عفتی» و کافی نبودن سانسور، حمله کرده‌اند.
آپارات در واپسین رده‌بندی الکسا، دومین در ایران پس از گوگل و همچنین در رتبهٔ چهل و ششم در جهان قرار داشت. بسیاری از ویدئوهایی که امکان قرارگیری در دیگر سرویس‌های اشتراک‌گذاری ویدئو را دارند، در آپارات قرار نمی‌گیرند و پس از مدتی حذف می‌شوند. این وبگاه بر پایه قوانین جمهوری اسلامی ایران عمل کرده و عدم ایجاد تنش سیاسی، عدم اهانت به مقامات سیاسی و مغایرت نداشتن با شئونات از قوانین اصلی بارگذاری آن هستند.
در آبان ۱۳۹۹ و به‌علت فعالیت یکی از کاربران آپارات، مدیریت آن به ۱۰ سال زندان محکوم شد.

## تاریخچه
آپارات، در بهمن ۱۳۸۹ درحالی که دسترسی به بسیاری از سرویس‌های اشتراک‌گذاری ویدئویی بین‌المللی از جمله یوتیوب در ایران مسدود بود، به کاربران ایرانی معرفی شد. محمدجواد شکوری‌مقدم، مدیر سرویس آپارات دلیل ارائه این سرویس به کاربران ایرانی را، حجم بالای درخواست‌های کاربران برای ارائه سرویس اشتراک‌گذاری ویدئو عنوان کرد. پس از آن در دی ماه ۱۳۹۱، تعداد بازدید روزانه ویدئوهای آپارات از مرز یک میلیون گذشت.در تیرماه ۱۳۹۲ نیز نسخه آی‌اواس سرویس آپارات در اختیار کاربران قرار گرفت و در آذر همان سال، نخستین مسابقه در آپارات با عنوان «مهمان طهران» با همکاری شهرداری تهران برگزار شد. پس از آن در فروردین ۱۳۹۳ نسخه دوم آپارات، روی سیستم‌عامل اندروید در اختیار کاربران قرار گرفت. در اردیبهشت ۱۳۹۳ نیز با ایجاد حساب کاربری ریاست جمهوری اسلامی ایران در آپارات، نخستین کانال رسمی در این سرویس معرفی گردید. وبعد از ریاست جمهوری، نوبت وزیر ارتباطات دولت یازدهم بود که با ایجاد کانال رسمی در آپارات نام خود را به‌عنوان دومین مقام رسمی فعال در شبکه‌های اجتماعی ایرانی ثبت نماید.پس از وزیر ارتباطات ایران، به مرور سایر شخصیت‌های سیاسی، فرهنگی، هنری و برندهای تجاری نیز کانال‌های رسمی خود را در آپارات راه‌اندازی نمودند. در تیر ۱۳۹۳، با نمایش مسابقات جام جهانی از طریق آپارات، مرداد همان سال با تغییر نشان‌واره و شهریور ۱۳۹۳ با برگزاری اولین دوره مسابقات اعجوبه‌ها، آپارات تابستان موفقی را سپری نمود. در آبان ۱۳۹۳، تعداد بازدید روزانه ویدئوهای آپارات از مرز ۴٬۰۰۰٬۰۰۰ بازدید در روز عبور کرده و رکوردی جدید برای این سرویس ثبت نمود. پس از آن و در آذرماه ۱۳۹۳، سرویس آپارات کودک برای استفاده کودکان راه‌اندازی گردید؛ در بهمن همان سال نیز سرویس فیلیمو برای تماشای فیلم‌ها و سریال‌های ایرانی و غیر ایرانی در اختیار کاربران قرار گرفت.در سال ۱۳۹۴ نیز آپاراتی‌ها با ارائه امکان «زیرنویس»، «پخش زنده برنامه‌های تلویزیونی» و برگزاری «دوره دوم مسابقات اعجوبه‌ها»، فعالیت و رشد خود در فضای وب ایران ادامه داد.

## بارگذاری و موردهای فنی
برای بارگذاری ویدئو در آپارات، نیاز به یک حساب کاربری در آن است. پس از عضویت در سرویس، کاربر می‌تواند ویدئوهایی با فرمت‌های گوناگون را بارگذاری نماید که از جمله آن می‌توان MP4 - AVI - MKV - وب‌ام - 3GP - Mpeg را نام برد. امکان بارگذاری و مشاهده ویدئو باکیفیت HD نیز در دسترس کاربران قرار گرفته است. برای بارگذاری ویدئو در آپارات، محدودیت حجمی ۱۵۰۰ مگابایتی وجود دارد و کاربران برای بارگذاری ویدئو با حجم بیشتر از ۱۵۰۰ مگابایت، حتماً بایست «اکانت تأییدشده» داشته باشند. همچنین به آپارات امکان برگزاری پخش زنده را نیز فراهم کرده است.

### فرمت‌های مجاز
| WMV  | MOV | QT  | 3GP | 3GPP | 3G2 | 3GP2 | MPG |
| MPEG | MP1 | MP2 | M1V | M1A  | M2A | MPA  | MPV |
| MPV2 | MPE | MP4 | M4A | M4P  | M4B | M4R  | M4V |
| AVI  | FLV | F4V | F4P | F4A  | F4B | VOB  | lsf |
|      |     | pl  | ASF | ASR  | ASX | WebM | MKV |
| ---- | --- | --- | --- | ---- | --- | ---- | --- |

### زیرنویس
در ۳۰ تیر ۱۳۹۴، وبلاگ آپارات دربارهٔ افزوده شدن زیرنویس به این سرویس آگاهی‌رسانی کرد. فایل‌های زیرنویس قرار داده‌شده در آپارات دارای فرمت SRT هستند.

## قوانین و سیاست‌ها
بعضی از ویدئوهایی که امکان قرارگیری در دیگر سرویس‌های اشتراک‌گذاری ویدئو را دارند، اجازهٔ انتشار در آپارات را ندارند و پس از مدتی از بارگذاری روی سایت، حذف می‌شوند. این وبگاه بر اساس قوانین جمهوری اسلامی ایران عمل می‌کند و عدم مغایرت با اخلاق اسلامی، عدم ایجاد تنش سیاسی و عدم اهانت به مقامات سیاسی از قوانین اصلی بارگذاری آن هستند؛ همچنین فیلم‌هایی که محتوای نامناسبی دارند به سرعت حذف می‌شوند. مدیر این سرویس اعلام کرده است که گزارش‌های مردمی، نرم‌افزارهای هوشمند کندی فکتور و گزارش کمیته مصادیق مجرمانه، ابزارهای آپارات برای جلوگیری از ثبت ویدئوهای خلاف قوانین داخلی ایران هستند. با وجود همه تلاش‌های سرویس آپارات برای برقراری قوانین داخلی ایران در وبگاه، رسانه‌های نزدیک به حکومت، به آپارات به دلیل امکان انتشار موزیک ویدئوهای خارجی و «مطالب خارج از عرف و غیرموجه» (باشگاه خبرنگاران جوان) ایراد گرفته‌اند.

## کپی‌رایت
فیلم‌ها و سریال‌های ایرانی، دوبله‌های فارسی و آثار ایرانیِ دارای کپی رایت، اجازهٔ انتشار در این وبگاه را ندارند و پس از مدتی حذف می‌شوند. فیلم‌های خارجی شامل این قانون نمی‌شود.

## آپارات گیم
از ابتدای مرداد ماه ۱۴۰۰، امکان جدیدی با عنوان «آپارات گیم» به سرویس آپارات افزوده گردید.
سایت آپارات جهت دسترسی آسان بازی سازان و استریمرها، اقدام به راه‌اندازی «آپارات گیم» با ده‌ها هزار استریم جذاب نموده است
.
محتوای موجود در بخش «آپارات گیم» توسط گردانندگان آپارات تهیه شده و کاربران امکان بارگذاری و قرار دادن ویدئو در این بخش را دارند.
آپارات نرم‌افزار «آپارات گیم» را نیز به صورت جداگانه از طریق سیستم‌عامل‌های اندروید و ویندوز در اختیار کاربران مردم و علاقمندان به گیم قرار داده است.

## آپارات اسپرت
آپارات اسپرت نام یک سرویس پخش زنده و رایگان مسابقات ورزشی در ایران است. در این سرویس کاربران افزون بر تماشای زنده رویدادهای ورزشی، می‌توانند به ویدیوهای ورزشی، بیان دیدگاه‌ها و پیش‌بینی مسابقه‌ها و… دسترسی پیدا کنند. این وبگاه توسط شرکت صباایده راه‌اندازی شده است.
افزون بر فوتبال، ورزش‌های دیگر در آپارات اسپرت دارای پوشش هستند که از نمونه‌های آن می‌توان به کشتی، اسنوکر، بسکتبال، تنیس، والیبال و موتور اسپرت اشاره کرد.
بعد از پخش لیگ‌های خارجی، مسابقات یورو ۲۰۲۰، کمپین پیش‌بینی یورو ۲۰۲۰، لیگ برتر والیبال زنان ایران و… ورزش در سایت آپارات پرطرفدار شد و «آپارات اسپرت» در اردیبهشت ۱۴۰۱ راه‌اندازی شد. برنامه تولیدی «آن ساید»، مسابقات جام ملت‌های آسیا، ویژه برنامه جام ملت‌های آسیا ۲۰۲۲، مسابقات «یورو ۲۰۲۴» و «المپیک ۲۰۲۴» هم از این سایت به صورت زنده پخش شد. اولین برنامه ورزشی با مجری خانم و استفاده از گزارشگر خانم برای گزارش زنده بازی‌های مهم یورو ۲۰۲۴ بازتاب رسانه‌ای زیادی داشت.

### ویژه‌برنامه «یورو ۲۰۲۴»
همزمان با برگزاری جام ملت‌های اروپا در سال ۲۰۲۴ «آپارات اسپرت» ویژه‌برنامه «یورو ۲۰۲۴» را تولید کرد که علاوه‌بر پخش زنده دیدارها، به متن و حاشیه این رویداد با حضور نوید استادرحیمی و مریم ماهور پرداخت.
گزارشگری زنده فرنوش جعفری در دیدار تیم‌های رومانی و هلند به‌عنوان اولین گزارش فوتبالی یک گزارشگر زن، در قالب این برنامه اینترنتی بازتاب بسیاری در فضای رسانه‌ای پیدا کرد.
این ویژه‌برنامه به‌واسطه استفاده از مجری و گزارشگر خانم مورد توجه قرار گرفت.
از چهره‌هایی که به‌عنوان مهمان در این برنامه فوتبالی حضور داشتند می‌توان به جهانگیر کوثری، بهرنگ علوی، اشپیتیم آرفی، حسین ماهینی، ادموند بزیک، حامد حدادی، علیرضا فغانی و… اشاره کرد.

### برنامه آن‌ساید
برنامه طنز ورزشی «آن‌ساید» هر دو هفته یکبار دوشنبه‌ها ساعت ۲۰ به صورت زنده و مستقیم با اجرای ابوطالب حسینی از آپارات اسپرت پخش می‌شد. این برنامه در قالب طنز به آخرین اتفاقات دنیای ورزش می‌پرداخت.

#### گزارشگران
عباس قانع از گزارشگران تلویزیون ایران، بعد از ممنوع التصویری در برنامه‌های ورزشی سیما، به‌مدت یکسال در آپارات اسپرت گزارشگری کرد و فرشاد محمدی‌مرام هم از دیگر مجریان ورزشی بعد از خداحافظی از صداوسیمای ایران با آپارات اسپرت همکاری داشته و دارد.

##### عادل فردوسی‌پور
عادل فردوسی‌پور، برنامه‌ساز و گزارشگر فوتبال، بعد از پنج سال و نیم دوری از گزارشگری، ۱۶ آبان ۱۴۰۳ با گزارش زنده بازی رئال مادرید - میلان در آپارات اسپورت به گزارشگری بازگشت.

## بلاگ آپارات
بلاگ رسمی آپارات در سال ۱۳۹۹ و با هدف آموزش تخصصی ویدیومارکتینگ راه‌اندازی شد و در سال ۱۴۰۱ فعالیت خود را به صورت جدی‌تر ادامه داد. مقالات بلاگ آپارات مبتنی بر آموزش تولید محتوای ویدیویی و توانمندسازی کاربران برای ساخت ویدیو و انتشار محتوا در پلتفرم آپارات هستند. آموزش تولید محتوا و تجهیزات ساخت ویدئو، آموزش استفاده از سرویس‌های درآمدزایی و تبلیغات آپارات و اخبار و اطلاعیه‌ها از جمله دسته‌بندی‌های مقالات بلاگ آپارات هستند.

## تأثیر اجتماعی
با فیلتر شدن یوتیوب و سایر سرویس‌های بین‌المللی اشتراک‌گذاری ویدئو، به مرور از کاربران ایرانی این سرویس‌ها کاسته شد.
تا اینکه در بهمن‌ماه سال ۱۳۸۹، شرکت صباایده سرویس آپارات را معرفی نمود.
سرویس آپارات که در زمان معرفی با اما و اگرهای فراوانی از طرف کاربران ایرانی در خصوص توانمندی‌ها و امکانات سرویس‌های ایرانی همراه بود،
مردم ایران به علت فیلترینگ سایت‌های خارجی اجباراً به استفاده از این برنامه روی آوردند.
پس از یک سال، نرم‌افزار اندروید این سرویس نیز در اختیار کاربران قرار گرفت.
با گذشت زمان، کاربران بیشتری به سمت استفاده از سرویس ایرانی آپارات روی آوردند؛ به‌گونه‌ای که در دی‌ماه ۱۳۹۱ بازدید روزانه ویدئوهای آپارات از مرز یک‌میلیون گذر کرد و در شهریور ۱۳۹۳ نیز رکورد تعداد بازدیدهای روزانه بیش از چهار میلیون را ثبت کرد.
در ۲۲ دی‌ماه ۱۳۹۲ صداوسیمای جمهوری اسلامی ایران اقدام به نمایش مستندی در خصوص شبکه اجتماعی آپارات نمود.
این مستند در برنامه «کافه سؤال» شبکه دوم سیما پخش گردید.
در حال حاضر سرویس آپارات برترین سرویس اشتراک‌گذاری ویدئو در ایران بوده و رتبه الکسای آن در ایران، عدد ۴ و در لیست برترین سایت‌های جهان رتبه ۵۰ است.
کشورهای همسایه ایران نیز به دلیل اشتراکات فراوان در زبان، از سرویس آپارات استفاده می‌نمایند.
در حال حاضر آپارات در افغانستان رتبه ۱۱ را دارد.
آپارات با عرضه نرم‌افزار تلفن همراه خود در سیستم‌عامل‌های اندروید، آی او اِس و ویندوز فون و از طرفی با معرفی سرویس‌های آپارات کودک و فیلیمو،
نیاز کاربران ایرانی در حوزه محتوای ویدئویی را به خوبی حل کرده است.
در اردیبهشت سال ۱۳۹۴، سازمان ملل متحد فعالیت خود در سایت اشتراک‌گذاری ویدئوی «آپارات» آغاز نمود.
این سازمان هدف خود از ایجاد کانال رسمی در آپارات را «ارائه اطلاعات بیشتر راجع به فعالیت‌هایش در ایران و جهان» عنوان کرده است.
سازمان ملل متحد از طریق کانال رسمی خود در آپارات، تاکنون حدود ۶۰ ویدئو که مناطق مختلف ایران را به نمایش می‌گذارد، بارگذاری نموده است.
محیط زیست سهم عمده‌ای از این ویدئوها را به خود اختصاص داده است.
«گری لوییس»، هماهنگ‌کننده مقیم سازمان ملل متحد در جمهوری اسلامی ایران، در توییتر خود از پیوستن سازمان ملل متحد به شبکه اشتراک ویدئوی آپارات ابراز خرسندی نمود.

## آمار و داده‌های دیگر
پهنای باند سرویس آپارات از ۱۰ مگابیت بر ثانیه در زمان راه‌اندازی، به بیش از ۳۰۰ گیگ بر ثانیه افزایش پیدا کرده است و روزانه بیش از چهارصد هزار ویدئو در آن بارگذاری می‌گردد.
مدت زمان ویدئوهای موجود در آپارات نیز بیش از ۱۷ میلیون دقیقه اعلام شده است.
ترافیک ماهانه این سرویس پانزده میلیون ساعت در ماه است.
به‌صورت روزانه کاربران بیش از پنج میلیون ویدئو را تماشا می‌کنند.
میزان بازدید از صفحات مختلف آپارات نیز بیش از دویست و پنجاه میلیون بازدید اعلام‌شده است.
بر این اساس بیش از چهارده میلیون آی‌پی واحد در ماه از آپارات دیدن می‌کنند.
میزان بازدید آپارات با استفاده از نرم‌افزارهای بومی موبایلی حدود ۳۰ درصد میزان کل بازدیدها است.
۱۲ درصد از ترافیک فعلی این سرویس نیز از خارج از کشور است.
میانگین زمان توقف در سایت نیز ۱۵ دقیقه است.
از تیرماه ۱۳۹۹ تا تیر ۱۴۰۰، بیش از ۱۸ میلیارد بار از ویدیوهای آپارات بازدید شده است که این عدد در مقایسه با مدت مشابه سال قبل، رشد ۵۳ درصدی را نشان می‌دهد.

از تیرماه ۱۳۹۹ تا تیر ۱۴۰۰، به ازای هر دقیقه بیش از دو ساعت و ۱۵ دقیقه ویدئو در آپارات بارگذاری شده و رکورد آپلود ویدیو در آپارات به ۷۲ میلیون دقیقه در سال رسیده است. در مدت مشابه سال قبل، به ازای هر دقیقه کمتر از دو ساعت ویدیو بارگذاری شده بود که حکایت از رشد ۲۴ درصدی دارد.